# Munkshöjden
Munkshöjden (på finska Munkkivuori) är en del av Munksnäs distrikt i Helsingfors stad.  

## Historia

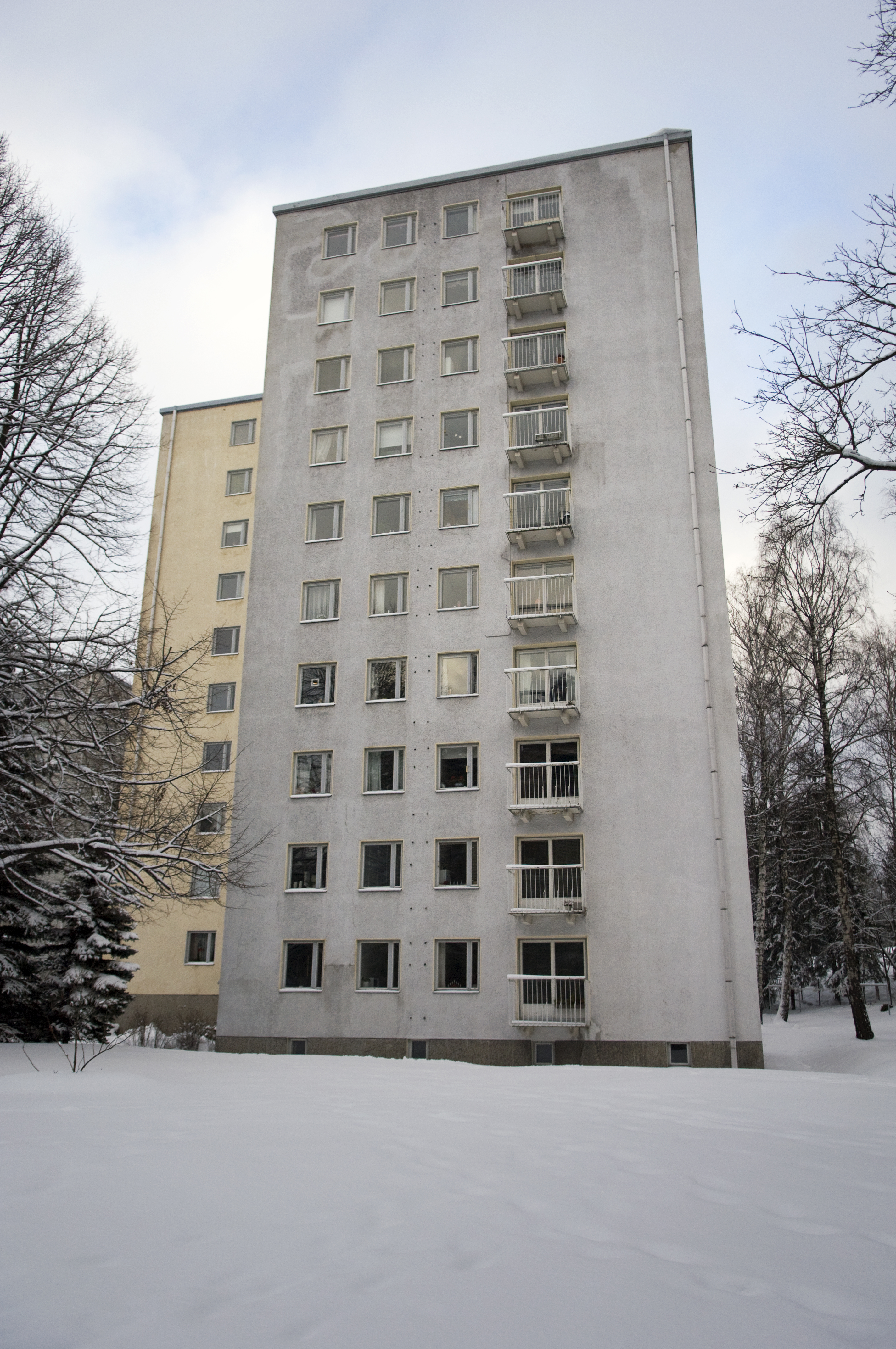
Höghus i Munkshöjden

Munkshöjden fick sitt namn på 1900-talet efter Munksnäs och den kuperade terrängen.  Det nuvarande Munkshöjden började byggas på 1950-talet. Finlands första köpcentrum öppnade i Munkshöjden år 1959 och i dag är köpcentret skyddat i stadsplanen. En del av köpcentret byggdes ursprungligen som metrostation, men planerna ändrades och stationen kom inte att tas i bruk. Munkshöjdens kyrka är från 1963.
För områdets historia före 1945, se historieavsnittet i artikeln Munksnäs. 